# Pterodroma leucoptera
Pterodroma leucoptera là một loài chim trong họ Procellariidae.